# Алгоритм Катмулла — Кларка

Первые три шага подразделения куба методом Катмулла — Кларка и предельная поверхность (внизу)

Алгоритм Катмулла — Кларка — техника, используемая в компьютерной графике для создания гладких поверхностей путём моделирования подразделения поверхности. Алгоритм разработали Эдвин Катмулл и Джеймс Кларк в 1978 как обобщение бикубических однородных B-сплайновых поверхностей для произвольной топологии. В 2005 году Эдвин Катмулл получил премию Американской академии за технические достижения вместе с Тони Дероузом и Джосом Стэмом за их разработки в области подразделения поверхностей.

## Рекурсивные вычисления
Поверхности Катмулла — Кларка определяются рекурсивно, используя следующую схему последовательных уточнений:
Начинаем с сетки в виде произвольного многогранника. Все вершины этой сетки будем называть исходными точками.
- Для каждой грани добавляем точку грани
  - Выбираем в качестве точки грани среднее всех исходных точек соответствующей грани.
- Для каждого ребра добавляем точку ребра.
  - Выбираем в качестве точки ребра среднее из двух соседних точек грани и двух исходных конечных точек ребра.
- Для каждой точки грани, добавим ребро для каждого ребра грани, соединяя точку грани с точкой ребра для грани.
- Для каждой исходной точки P берём среднее F для всех n (вновь созданных) точек граней для граней, касающихся P, и берём среднее R всех n точек рёбер для (исходных) рёбер, касающихся P, где середина каждого ребра является средним двух конечных вершин (не путать с новыми «точками рёбер», определёнными выше). Переносим каждую исходную точку в точку

{\displaystyle {\frac {F+2R+(n-3)P}{n}}.}
Эта точка является барицентром точек P, R и F с весами (n − 3), 2 и 1.
- Соединяем каждую новую точку с новыми точками рёбер всех исходных рёбер, инцидентных исходной вершине.
- Определяем новые грани, заключённые новыми рёбрами.

Новая сетка состоит только из четырёхугольников, которые, вообще говоря, не находятся в одной плоскости. Новая сетка, в общем случае, будет выглядеть более гладко, чем исходная.
Повторное подразбиение приводит к более гладкой сетке. Можно показать, что предельная поверхность, полученная этим методом, по меньшей мере принадлежит классу {\displaystyle {\mathcal {C}}^{1}} в  особых точках и {\displaystyle {\mathcal {C}}^{2}} во всех остальных местах (здесь n означает число непрерывных производных, когда мы говорим о {\displaystyle {\mathcal {C}}^{n}}). После итерации число особых точек на поверхности не изменяется.
Формулу для барицентра Катмулл и Кларк выбрали, исходя из эстетических, а не математических, соображений, хотя Катмулл и Кларк приложили большие усилия, чтобы строго доказать, что метод сходится к бикубическим B-сплайновым поверхностям.

## Точные вычисления
Результирующая подразделённая поверхность Катмулла — Кларка может быть получена прямо без последовательных улучшений. Это можно сделать с помощью техники Джоса Стэма. Этот метод переформулирует процесс последовательных приближений в задачу вычисления экспоненты матрицы, которую можно решить путём диагонализации матрицы.

## Программное обеспечение, использующее подразделение поверхностей методом Катмулла — Кларка
- 3ds Max
- 3D-Coat
- AC3D[англ.]
- Anim8or[англ.]
- AutoCAD
- Blender
- Carrara[англ.]
- CATIA
- CGAL[англ.]
- Cheetah3D[англ.]
- Cinema 4D
- Clara.io[англ.]
- Creo (Freestyle)[англ.][3]
- DAZ Studio, 2.0
- Gelato[англ.]
- Hammer
- Hexagon[англ.]
- Houdini
- K-3D
- LightWave 3D, version 9
- Makehuman[англ.]
- Maya
- Metasequoia[англ.]
- MODO
- Mudbox
- Pixar's OpenSubdiv[4][5][6][7][8]
- PRMan
- Realsoft3D[англ.]
- Remo 3D[англ.]
- Shade[англ.]
- Rhinoceros 3D — Grasshopper 3D Plugin — Weaverbird Plugin
- Silo
- SketchUp — Требуется Plugin.
- Softimage XSI
- Strata 3D CX[англ.]
- Wings 3D
- Zbrush